# Bunketorp

Bunketorp är ett friluftsområde vid Lindome av orörd karaktär och med mycket fåglar och djur. I skogen som länge varit fredad för skogsbruk finns grova träd med skägglav. Skägglav är en mycket ovanlig lav som visar att luften är ren. Skägglav växer med långa trådar som kan bli upp till 30 cm långa och ser ut som tomteskägg precis som namnet anger. Det finns också gott om blåbär, lingon och matsvampar.
I Bunketorp finns motionsspår mellan 1,5 och 8,5 km, dessutom passerar Bohusleden genom området. Det ligger flera sjöar i området, vid Norra Barnsjön och Stora Hassungaredssjön finns grillplats och vindskydd för personer som vill övernatta.

## Vägbeskrivning
För att komma till Bunketorp kan man cykla eller åka buss 762 från Lindome station. Till Lindome station kan man ta pendeltåget från Göteborg eller Kungsbacka. Det finns parkering vid IK Uvens klubbstuga. 

## Spår
Blå: 1.5km;  
Röd/Vit: 2.0km;   
Röd: 2.5km (Elljusspår);  
Gul/Vit: 3.5km;  
Gul: 5.0km;  
Grön/Vit: 6.5km;  
Grön: 7.5km;  
Svart/Vit: 8.5km